# Pasquale Calvi
Pasquale Calvi (Messina, 13 febbraio 1794 – Castellammare del Golfo, 20 settembre 1867) è stato un politico e magistrato italiano ed uno dei protagonisti della rivoluzione siciliana del 1848.

## Biografia
Pasquale Calvi fu un uomo politico di idee liberali e repubblicane. Nel 1820 si impiegò all'intendenza di  Alcamo, aderì alla Carboneria e partecipò ai moti del 1821. Per questo fu arrestato dai Borboni e scarcerato nel 1825. Nel 1830 si laureò in legge a Palermo.
Il 12 gennaio 1848 partecipò ai moti rivoluzionari di Palermo. Aderì alla massoneria e fu a capo dei repubblicani con un ruolo di particolare importanza.
Fu infatti incaricato di presiedere la commissione per la costituzione da dare al nuovo Stato di Sicilia; nel marzo entrò nel governo come ministro degli interni e, l'anno dopo, della giustizia.
Fu quindi tra i protagonisti nel parlamento siciliano e propose di reggere la Sicilia come una repubblica, posizione minoritaria, venendo alla fine scelta dal parlamento la monarchia costituzionale come forma di governo.
Con la riconquista borbonica dell'isola fu esiliato nel maggio 1849 a Malta.
Tornato nel giugno 1860 in Sicilia dopo lo sbarco dei Mille, il 29 giugno Garibaldi lo nominò presidente della corte suprema di giustizia del governo dittatoriale e fu lui il 4 novembre a proclamare i risultati del plebiscito del 21 ottobre per l'annessione della Sicilia al Regno d'Italia.
Si candidò quindi nel collegio di Alcamo alle prime elezioni del 1861 per il parlamento italiano e fu eletto alla Camera del Regno, dove restò fino al 1864. 
Nel gennaio del 1862 si trovó coinvolto nella rivolta di Castellammare del Golfo. Fu quindi presidente della Corte di cassazione di Firenze, di Milano e di Palermo.

Fu sepolto nel pantheon della chiesa di San Domenico a Palermo.